# ハインリヒ9世・ロイス・ツー・ケストリッツ (1711-1780)
ハインリヒ9世・ロイス・ツー・ケストリッツ（Heinrich IX. Reuß zu Köstritz, 1711年9月15日 ケストリッツ - 1780年9月16日 ベルリン）は、ドイツの小諸侯ロイス家の一員。同家の分枝ロイス＝ケストリッツ家中子系の始祖。プロイセン王国の高級官僚であった。
ロイス＝ケストリッツ伯ハインリヒ24世とその妻の男爵令嬢エレオノーレ・フォン・プロムニッツ＝ディッタースバッハ（1688年 - 1766年）の間の四男として生まれた。大学予科で国家学と法学を修め、グランドツアーを終えた後、プロイセン領シュレージエン地方にある母の所領を相続し、同地方で司法官の役職を得た。親戚の伝手でプロイセン王フリードリヒ2世（大王）と知己となり、ベルリンのカンマーゲリヒト（高等裁判所）に勤務した。
1762年から1769年までプロイセン政府の郵政長官を務めた。その後も大臣職や宮内長官職を歴任し、フリードリヒ大王の最も親しい顧問となった。死後、ベルリンの衛戍教会に葬られた。

## 子女
1743年6月7日デーフェンテル郊外ドルト（Dorth）にて、伯爵令嬢アマーリエ・フォン・ヴァルテンスレーベン・ウント・フロートロフ（1715年 - 1787年）と結婚し、間に9人の子をもうけた。
- エミーリエ（1745年 - 1754年）
- ゾフィー（1746年）
- ハインリヒ37世（1747年 - 1774年）
- ハインリヒ38世（1748年 - 1835年）
- ハインリヒ39世（1750年 - 1815年）
- ハインリヒ41世（1751年 - 1753年）
- ハインリヒ44世（1753年 - 1832年）
- ルイーゼ（1756年 - 1807年） - 1792年カール・フォン・クノーベルスドルフ男爵と結婚
- ハインリヒ50世（1760年 - 1764年）